# 에스파이야트주

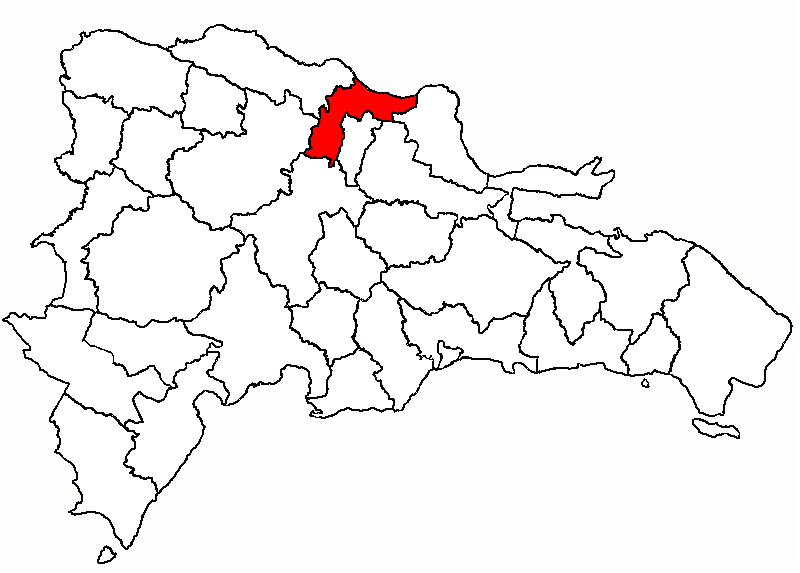
산후안 주의 위치

에스파이야트주(스페인어: Espaillat)는 도미니카 공화국 북부에 위치한 주로 주도는 모카이며 면적은 838.62km2, 인구는 333,401명(2014년 기준)이다. 1885년에 신설되었으며 주 이름은 도미니카 공화국의 대통령을 역임한 작가 겸 정치인인 울리세스 프란시스코 에스파이야트(Ulises Francisco Espaillat)에서 유래된 이름이다.
서쪽으로는 푸에르토플라타 주와 산티아고 주, 남쪽으로는 라베가 주와 두아르테 주, 동쪽으로는 사마나 주, 북쪽으로는 대서양과 접한다. 4개 지방 자치체와 11개 지구를 관할한다.